# Никонов, Владимир Борисович
Влади́мир Бори́сович Ни́конов (5 ноября 1905, Санкт-Петербург — 9 июня 1987, Научный, Крымская область) — советский астроном, внук В. М. Бехтерева.

## Биография
Родился в Санкт-Петербурге. Отец Владимира, Борис Павлович Никонов, имел юридическое образование. Он был писателем, поэтом, драматургом, историком культуры и театральным критиком, мать — О. В. Бехтерева-Никонова, старшая дочь В. М. Бехтерева, была хирургом в больнице им. Ф. Ф. Эрисмана.
В школе Володя не только хорошо учился, но и дважды «перескакивал» через класс, поэтому поступил в Ленинградский университет в 1920 в возрасте 15 лет. В 1925 окончил Ленинградский университет. В 1925—1926 работал вычислителем в Главной геофизической обсерватории в Ленинграде, в 1929—1936 — старший научный сотрудник Астрономического института (ныне — Институт теоретической астрономии РАН), в 1936—1944 — заведующий отделом астрофизики этого института. С 1945 работал в Крымской астрофизической обсерватории АН СССР (с 1955 — заведующий отделом физики звезд, в 1958 году возглавил отдел физики звёзд и галактик и руководил им до 1985).
Основные труды в области звездной электрофотометрии. Им были разработаны и под его руководством изготовлены первые в СССР звездный электрофотометр для наблюдения звезд и электромикрофотометр для точной обработки фотографических снимков звезд. В 1948 совместно с А. А. Калиняком и В. И. Красовским получил первые изображения центральных областей Галактики в инфракрасных лучах. В 1920-х годах принимал участие в экспедиции по выбору места для Шемахинской и Абастуманской астрофизических обсерваторий (последней — совместно с Е. К. Харадзе). В 1945 в составе группы из четырёх человек выбирал место для Крымской астрофизической обсерватории и активно участвовал в её создании. Возглавлял Комитет по строительству 2,6-метрового телескопа ЗТШ им. А. Г. Шайна. В начале 1930-х годов, совместно с Е. К. Харадзе, возглавил одну из групп по поиску места для сооружения обсерватории в Грузии. Группа нашла место для будущей Абастуманской астрофизической обсерватории АН ГССР. Никонов принимал активное участие в её оснащении и разработке научной программы. Первый в СССР электрофотометр для наблюдения звезд был установлен в Абастумани. Позднее возглавлял астрофизическую экспедицию в Чили по наблюдению звезд южного полушария.
Лауреат премии им. Ф. А. Бредихина АН СССР за работу «Опыт построения фундаментального каталога фотоэлектрических цветовых эквивалентов звезд спектральных типов В8 и В9» (1950), а также Государственной премии СССР (1971). В 70-х годах внёс большой вклад в развитие телевизионной астрономии в СССР. Под его руководством в КрАО был создан автоматический зеркальный телескоп АЗТ-11.